# 株式ミニ投資
株式ミニ投資（かぶしきミニとうし）、略してミニ株（みにかぶ）とは、証券会社が保有する株式を投資家が売買できる制度の一つ。投資者は任意のタイミングで単元未満株を売買することができる制度である。
例えば単元株数が1000株の銘柄でミニ株を利用する場合、100株単位で売買できる。通常の10分の1の価格で取引するため少ない元手で株式を買うことができる。
実際には、複数の投資家によるミニ株発注を証券会社が取りまとめ、市場で単元株にて売買する流れとなる。証券会社によって取り扱い銘柄が異なることに注意されたい。

## 経緯
個人投資家による株式投資を促進するため、1995年10月、大蔵省によって株式ミニ投資制度が策定された。
同年3月に策定された規制緩和推進計画の流れを継いでおり、バブル崩壊後の証券市場の活性化を狙ったものである。

## 関連
株式累積投資（るいとう） - 類似した制度